# 平湯大滝
平湯大滝（ひらゆおおたき）は、岐阜県高山市奥飛騨温泉郷平湯にある滝。
落差64m、幅約6m。「日本の滝百選」、「岐阜県の名水50選」に選ばれている名瀑である。紅葉の名所であり、奥飛騨温泉郷の紅葉は、飛騨・美濃紅葉三十三選にも選ばれている。また、冬季の厳冬期には氷結して氷瀑となり、毎年2月には氷瀑がライトアップされ、「平湯大滝結氷まつり」が開催される。
戦国時代、武田信玄の家臣山県昌景軍が飛騨攻めの最中、峠超えの疲労と硫黄岳の毒ガスにより疲弊し、平湯大滝付近で動けなくなってしまう。その時、一匹の白猿によって教えられた温泉につかって疲労を回復したという伝説がある。この温泉が平湯温泉である。
平湯大滝は、高原川（神通川の支流）の上流、大滝川にある。

## 奥飛騨平湯大滝公園
- 2004年（平成16年）、周囲は奥飛騨平湯大滝公園として整備され、有料駐車場、足湯、蕎麦打ち体験館などの施設が整えられている。また、平湯大滝公園から平湯大滝までは約0.7km（徒歩約12分）あり、無料シャトルバスも運行されている。
- 平湯大滝公園は2016年（平成28年）11月1日より休館中。（平湯大滝は観覧可能）

## 交通アクセス
- 中部縦貫自動車道（安房峠道路）平湯ICより国道158号。駐車場は平湯大滝公園または平湯温泉、平湯バスターミナルを利用することになる。
- 平湯バスターミナルより徒歩25分。
- 濃飛バス「平湯キャンプ場前（平湯温泉スキー場）」停留所より徒歩15分。

## イベント
- 平湯大滝結氷まつり - 毎年2月15日から25日に氷結した平湯大滝がライトアップされ（18:00頃～21:00）、打上花火などが催される。